# Lista de pinturas de Columbano Bordalo Pinheiro

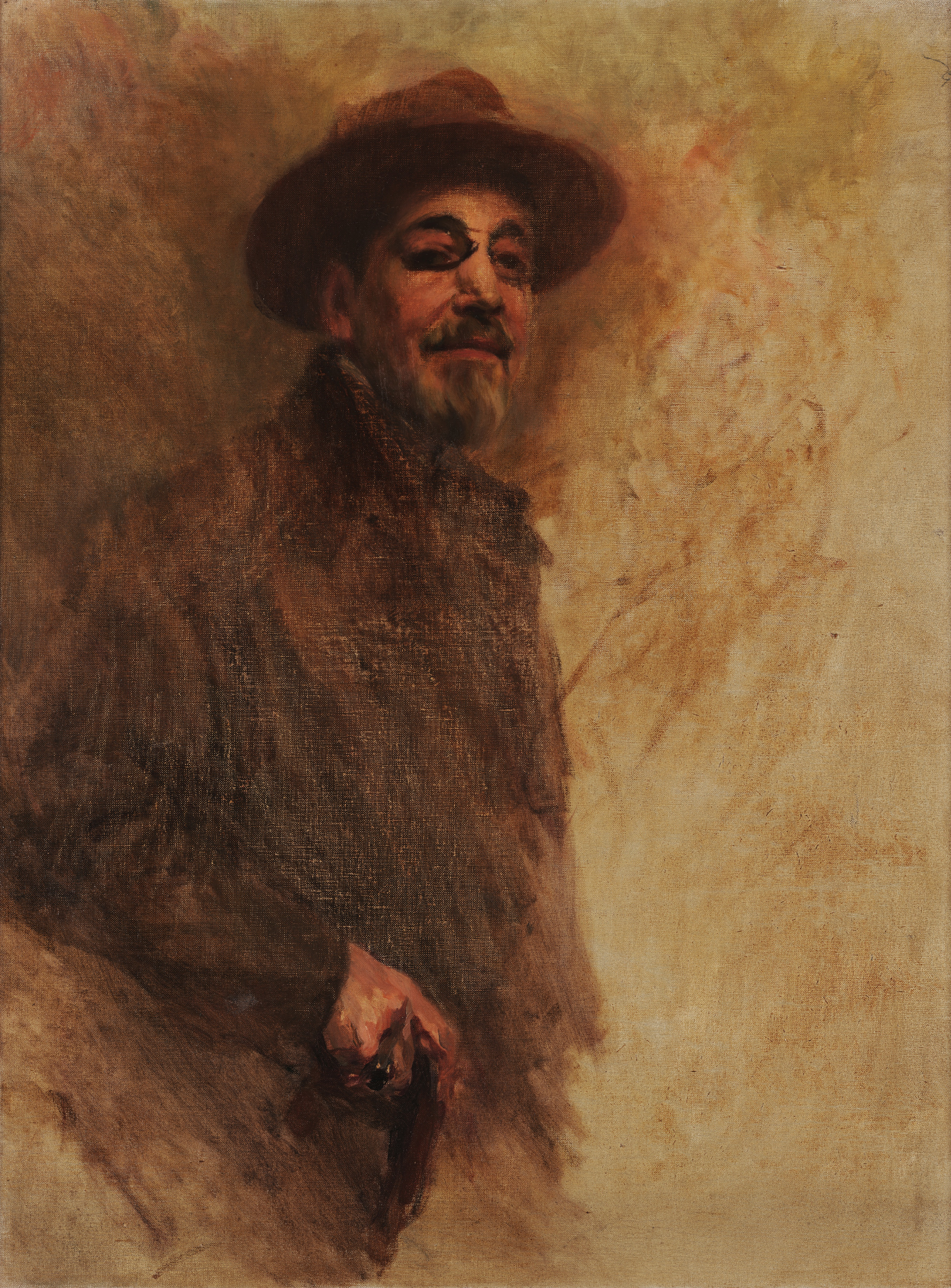
Autorretrato (c. 1929) de Columbano Bordalo Pinheiro

Esta é uma lista de pinturas de Columbano Bordalo Pinheiro, lista não exaustiva das pinturas de Columbano Bordalo Pinheiro, mas tão só das que como tal se encontram registadas na Wikidata.
A lista está ordenada pela data de criação de cada pintura. Como nas outras listas geradas a partir da Wikidata, os dados cuja designação se encontra em itálico apenas têm ficha na Wikidata, não tendo ainda artigo próprio criado na Wikipédia.
Columbano Bordalo Pinheiro desenvolve a sua formação artística num ambiente familiar, sob a influência do pai, o artista Manuel Maria Bordalo Pinheiro, e o do irmão mais velho, Rafael Bordalo Pinheiro. Foi aluno da Academia de Belas-Artes de Lisboa, e estreou-se em exposições com pequenos quadros de género, na década de 1870. Em 1880, recebe da Condessa d’Edla uma pensão para uma estada em Paris, tendo realizado antes de partir um conjunto de pinturas importantes pela observação crítica e irónica de ambientes burgueses portugueses e, já em Paris, Concerto de Amadores, obra intimista de grandes dimensões, recusada no salão da Sociedade Promotora das Belas-Artes de 1883 e incompreendida pela crítica artística da época. Mais tarde, em 1885, cria o Grupo do Leão, um grande retrato colectivo centrado na figura do mestre da geração naturalista, Silva Porto. Realiza várias decorações em palacetes particulares e oficiais, como os painéis dos Passos Perdidos do Palácio de São Bento, onde retrata um interessante conjunto de políticos contemporâneos ao lado de figuras marcantes da História de Portugal.
Dedica-se ao retrato de amigos e familiares com uma paleta de tonalidades claras, nos anos 1880, que vai posteriormente escurecendo nos retratos de intelectuais portugueses no final do século, num estilo em mancha e tonalidades com o obsessivo tratamento da luz que desmaterializa a figura. Pioneiro do realismo, Columbano construiu uma original modernidade.
| Imagem | Título                                                                               | Data           | Retrata | Coleção                                        | Descrito em |
| ------ | ------------------------------------------------------------------------------------ | -------------- | --- | ---------------------------------------------- | ----------- |
|        | Condessa d'Edla sentada a escrever                                                   | 1875           | Elise Hensler | Palácio Nacional da Pena                       |             |
|        | D. Quixote e Sancho Pança depois de jantar em casa do fidalgo                        | 1878           | Dom Quixote Sancho Panza | Palácio Nacional da Pena                       |             |
|        | Convite à Valsa                                                                      | 1880           | baile | Casa-Museu Dr. Anastácio Gonçalves             |             |
|        | O Cardeal                                                                            | 1881           | | No/unknown value                               |             |
|        | Retrato do Primeiro Visconde de Azevedo Ferreira                                     | 1881           | | Museu Nacional de Arte Antiga                  |             |
|        | A luva cinzenta                                                                      | 1881           | Maria Augusta Bordalo Pinheiro | Museu Nacional de Arte Contemporânea do Chiado |             |
|        | Camponesa de Fointainebeau                                                           | 1881           | | Casa-Museu Dr. Anastácio Gonçalves             |             |
|        | Concerto de Amadores                                                                 | 1882           | grupo de humanos | Museu Nacional de Arte Contemporânea do Chiado |             |
|        | Retrato de Bulhão Pato                                                               | 1883           | Raimundo António de Bulhão Pato | Museu Nacional de Arte Contemporânea do Chiado |             |
|        | Refeição Interrompida                                                                | 1883           | | Museu Nacional de Belas Artes                  |             |
|        | No atelier                                                                           | 1883           | Columbano Bordalo Pinheiro | Casa-Museu dos Patudos                         |             |
|        | Retrato do jornalista Mariano Pina                                                   | 1883           | | Museu de José Malhoa                           |             |
|        | Trecho difícil                                                                       | 1883           | | Casa-Museu Dr. Anastácio Gonçalves             |             |
|        | Retrato de Manuel Gustavo Bordalo Pinheiro                                           | 1884           | Manuel Gustavo Bordalo Pinheiro | Museu Nacional de Arte Contemporânea do Chiado |             |
|        | Retrato de Elvira Bordalo Pinheiro                                                   | 1884           | | Museu de José Malhoa                           |             |
|        | Auto-retrato                                                                         | 1884           | Columbano Bordalo Pinheiro | Museu Nacional Grão Vasco                      |             |
|        | Retrato de Prostes da Fonseca                                                        | 1884           | José Manuel Prostes da Fonseca | Casa-Museu Dr. Anastácio Gonçalves             |             |
|        | O Grupo do Leão                                                                      | 1885           | Henrique Pinto José Malhoa João Vaz António da Silva Porto Ramalho Júnior Moura Girão Rafael Bordalo Pinheiro Alberto d'Oliveira Columbano Bordalo Pinheiro Cipriano Martins | Museu Nacional de Arte Contemporânea do Chiado |             |
|        | Retrato do pintor António Ramalho                                                    | 1885           | Ramalho Júnior | Casa-Museu Dr. Anastácio Gonçalves             |             |
|        | No pátio                                                                             | 1885           | | Casa-Museu Dr. Anastácio Gonçalves             |             |
|        | Retrato do Sr. Mena Gomes                                                            | 1885           | | Casa-Museu Dr. Anastácio Gonçalves             |             |
|        | Alegoria da pintura sobre cerâmica                                                   | 1885           | | Museu de Arte de São Paulo                     |             |
|        | Torre das Caldas da Rainha                                                           | 1886           | Nossa Senhora do Pópulo | Museu da Sociedade Martins Sarmento            |             |
|        | Mulher com Luneta                                                                    | 1886           | | Museu Nacional de Belas Artes                  |             |
|        | Inspiração                                                                           | 1886           | | Museu da Presidência da República              |             |
|        | Mulher do campo costurando                                                           | 1886           | | Casa-Museu Dr. Anastácio Gonçalves             |             |
|        | Retrato de Antero de Quental                                                         | 1889           | Antero de Quental | Museu Nacional de Arte Contemporânea do Chiado |             |
|        | Cabeça de Rapaz                                                                      | 1889           | | Museu de José Malhoa                           |             |
|        | Porträt des Antero de Quintal                                                        | 1889           | | Museu Nacional de Arte Contemporânea do Chiado |             |
|        | Retrato do Coronel Ribeiro Artur                                                     | 1890           | | No/unknown value                               |             |
|        | Retrato do Senhor Cunha Vasco                                                        | 1890           | | Casa-Museu Dr. Anastácio Gonçalves             |             |
|        | Retrato do Eng.º João Burnay                                                         | 1890           | | Fundação Calouste Gulbenkian                   |             |
|        | Retrato de Fialho de Almeida                                                         | 1891           | Fialho de Almeida | Museu Nacional de Arte Contemporânea do Chiado |             |
|        | Rafael Bordalo Pinheiro                                                              | 1891           | Rafael Bordalo Pinheiro | Museu Rafael Bordalo Pinheiro                  |             |
|        | Retrato de Silva Pinto                                                               | 1891           | António José da Silva Pinto | Museu Nacional de Arte Contemporânea do Chiado |             |
|        | Retrato de Jaime Batalha Reis                                                        | 1892           | Jaime Batalha Reis | Museu Nacional de Arte Contemporânea do Chiado |             |
|        | Retrato de Henrique Lopes de Mendonça                                                | 1892           | Henrique Lopes de Mendonça |                                                |             |
|        | Camões e as Tágides (Columbano)                                                      | 1894           | | Museu Nacional Grão Vasco                      |             |
|        | A Refeição (Five o’clock tea)                                                        | 1896           | | Museu Nacional de Belas Artes                  |             |
|        | Um canto de jardim                                                                   | 1896           | | Casa-Museu Dr. Anastácio Gonçalves             |             |
|        | Aldeão junto a estábulo                                                              | 1896           | estábulo idoso | Casa-Museu Dr. Anastácio Gonçalves             |             |
|        | Retrato de Carlos Reis                                                               | 1897           | Carlos Reis | No/unknown value                               |             |
|        | A Locandeira                                                                         | 1897           | | Museu Nacional de Belas Artes                  |             |
|        | A chávena de chá                                                                     | 1898           | | Museu Nacional de Arte Contemporânea do Chiado |             |
|        | Femme et fruits                                                                      | 1899           | limão mulher fruta uva aparelho de mesa | Museu de Orsay                                 |             |
|        | Natureza morta                                                                       | 1899           | | Museu Nacional de Arte Contemporânea do Chiado |             |
|        | Retrato de José Francisco Trindade Coelho                                            | século XIX     | Trindade Coelho | Museu do Abade de Baçal                        |             |
|        | Retrato do Professor João Barreira                                                   | 1900           | | Museu Nacional de Belas Artes                  |             |
|        | Retrato de Ana Leonor Avelar Freire Themudo                                          | século XIX     | | No/unknown value                               |             |
|        | Retrato de António Maria de Bettencourt Rodrigues                                    | século XIX     | António Maria de Bettencourt Rodrigues | No/unknown value                               |             |
|        | Retrato de Manuel Maria Bordalo Pinheiro                                             | século XIX     | Manuel Maria Bordalo Pinheiro | Museu de José Malhoa                           |             |
|        | Menina sentada                                                                       | século XIX     | | Casa-Museu Dr. Anastácio Gonçalves             |             |
|        | Drama de Inês de Castro                                                              | década de 1900 | | Museu Militar de Lisboa                        |             |
|        | A luva branca                                                                        | 1901           | | Museu Nacional de Belas Artes                  |             |
|        | Tágides                                                                              | 1903           | | Museu Militar de Lisboa                        |             |
|        | Tágides (estudo)                                                                     | 1903           | | No/unknown value                               |             |
|        | O Velho do Restelo                                                                   | 1904           | Canto Quarto Velho do Restelo | Museu Militar de Lisboa                        |             |
|        | Concílio dos Deuses (Estudo)                                                         | 1904           | | Museu Nacional de Arte Contemporânea do Chiado |             |
|        | Apoteose das Frutas                                                                  | 1905           | | No/unknown value                               |             |
|        | Retrato de Luz Soriano                                                               | 1906           | Luz Soriano | Paços do Concelho de Lisboa                    |             |
|        | Retrato do tenente-general José Baptista da Silva Lopes                              | 1908           | José Baptista da Silva Lopes |                                                |             |
|        | Retrato de Barjona de Freitas                                                        | 1909           | Augusto César Barjona de Freitas | Palácio de São Bento                           |             |
|        | Retrato de Afonso Lopes Vieira                                                       | 1910           | Afonso Lopes Vieira | Museu Nacional de Arte Contemporânea do Chiado |             |
|        | Retrato de Teixeira Gomes                                                            | 1911           | Manuel Teixeira Gomes | Museu Nacional de Arte Contemporânea do Chiado |             |
|        | Retrato de Miguel Bombarda                                                           | 1911           | Miguel Bombarda | Paços do Concelho de Lisboa                    |             |
|        | Repolho                                                                              | 1911           | | Museu Nacional de Belas Artes                  |             |
|        | Uma couve                                                                            | 1911           | couves | No/unknown value                               |             |
|        | Retrato de Augusto Rosa                                                              | 1911           | Augusto Rosa | Museu Nacional de Arte Contemporânea do Chiado |             |
|        | Retrato de Maria Cristina Bordalo Pinheiro                                           | 1912           | | Museu Nacional de Arte Contemporânea do Chiado |             |
|        | A melancia                                                                           | 1912           | | Museu Nacional de Arte Contemporânea do Chiado |             |
|        | Retrato do Presidente Manuel de Arriaga                                              | 1914           | Manuel de Arriaga | Museu da Presidência da República              |             |
|        | Retrato de Teixeira de Queiróz                                                       | 1914           | Teixeira de Queirós | Museu Nacional de Arte Contemporânea do Chiado |             |
|        | Retrato de Teófilo Braga                                                             | 1917           | Teófilo Braga | Palácio Nacional de Belém                      |             |
|        | De Arriaga                                                                           | século XX      | |                                                |             |
|        | Retrato de Henrique Lopes Mendonça                                                   | década de 1920 | Henrique Lopes de Mendonça | No/unknown value                               |             |
|        | Retrato do Presidente Manuel Teixeira Gomes                                          | 1925           | Manuel Teixeira Gomes | Museu da Presidência da República              |             |
|        | Passos Manuel, Almeida Garrett, Alexandre Herculano e José Estevão de Magalhães      | 1926           | Manuel da Silva Passos Almeida Garrett Alexandre Herculano José Estêvão Coelho de Magalhães                                                                                  | Palácio de São Bento                           |             |
|        | Conde de Castelo Melhor, D. Luís da Cunha, Marquês de Pombal, e José Seabra da Silva | 1926           | Luís de Vasconcelos e Sousa, 3.º Conde de Castelo Melhor D. Luís da Cunha Sebastião José de Carvalho e Melo, marquês de Pombal                                               | Palácio de São Bento                           |             |
|        | Manuel Fernandes Tomás, Manuel Borges Carneiro e Joaquim António de Aguiar           | 1926           | Manuel Fernandes Tomás Manuel Borges Carneiro Joaquim António de Aguiar | Palácio de São Bento                           |             |
|        | D. Dinis, João das Regras e D. João II                                               | 1926           | Diniz I de Portugal João das Regras João II de Portugal | Palácio de São Bento                           |             |
|        | Febo Moniz, Padre António Vieira, D. Luís de Meneses e João Pinto Ribeiro            | 1926           | Febo Moniz de Lusignan António Vieira Luís de Meneses, 3.º Conde da Ericeira João Pinto Ribeiro                                                                              | Palácio de São Bento                           |             |
|        | Mouzinho da Silveira, Duque de Palmela, Duque de Saldanha e José da Silva Carvalho   | 1926           | Mouzinho da Silveira Duque de Palmela Duque de Saldanha José da Silva Carvalho                                                                                               | Palácio de São Bento                           |             |
|        | Allegoric panel                                                                      | 1926           | |                                                |             |
|        | Autorretrato (Columbano Bordalo Pinheiro)                                            | 1929           | Columbano Bordalo Pinheiro | Museu Nacional de Arte Contemporânea do Chiado |             |

∑ 84 items.